# Lycodapus derjugini
Lycodapus derjugini är en fiskart som beskrevs av Andriashev, 1935. Lycodapus derjugini ingår i släktet Lycodapus och familjen tånglakefiskar. Inga underarter finns listade i Catalogue of Life.